# Avşaralanı, Çayıralan
Avşaralanı là một xã thuộc huyện Çayıralan, tỉnh Yozgat, Thổ Nhĩ Kỳ. Dân số thời điểm năm 2010 là 126 người.